# Антоновка (Раздельнянский район)
Антоновка (укр. Антонівка) — село, относится к Раздельнянскому району Одесской области Украины.
Население по переписи 2001 года составляло 67 человек. Почтовый индекс — 67432. Телефонный код — 4853. Занимает площадь 0,264 км². Код КОАТУУ — 5123982602.
До войны тут существовал колхоз «Красный Луч». Также в первой половине 30-х годов тут находилась Ново-Антоновская семилетняя школа.

## Местный совет
67432, Одесская обл., Раздельнянский р-н, с. Каменка.